# Alexandra a Danemarcei
Alexandra a Danemarcei (1 decembrie 1844 - 20 noiembrie 1925) a fost soția regelui Eduard al VII-lea al Regatului Unit și, astfel, împărăteasă a Indiei în timpul domniei soțului ei. Anterior, ea a fost prințesă de Wales din 1863 în 1901 (cea mai lungă durată în care cineva a deținut acest titlu). Din 1910 până la moartea ei, a fost regina mamă, fiind regină și mamă a monarhului George al V-lea al Regatului Unit, deși ea a fost în general mai mult numită Maiestatea Sa Regina Alexandra.
Îndatoririle ei publice au fost restricționate la implicări necontroversate în acte de caritate. Odată cu moartea reginei Victoria în 1901, Albert Edward a devenit rege sub numele de Edward Albert al VII-lea, iar Alexandra regină. De la moartea lui Edward în 1910 până la moartea ei a fost regină mamă fiind atât regină cât și mamă a monarhului domnitor George al V-lea, deși era în mod frecvent numită maiestatea să regina Alexandra. Ea nu avea deloc încredere în nepotul ei împăratul german Wilhelm al II-lea și și-a ajutat fiul în timpul Primului Război Mondial când Marea Britanie și aliații au învins Germania.

## Tinerețea

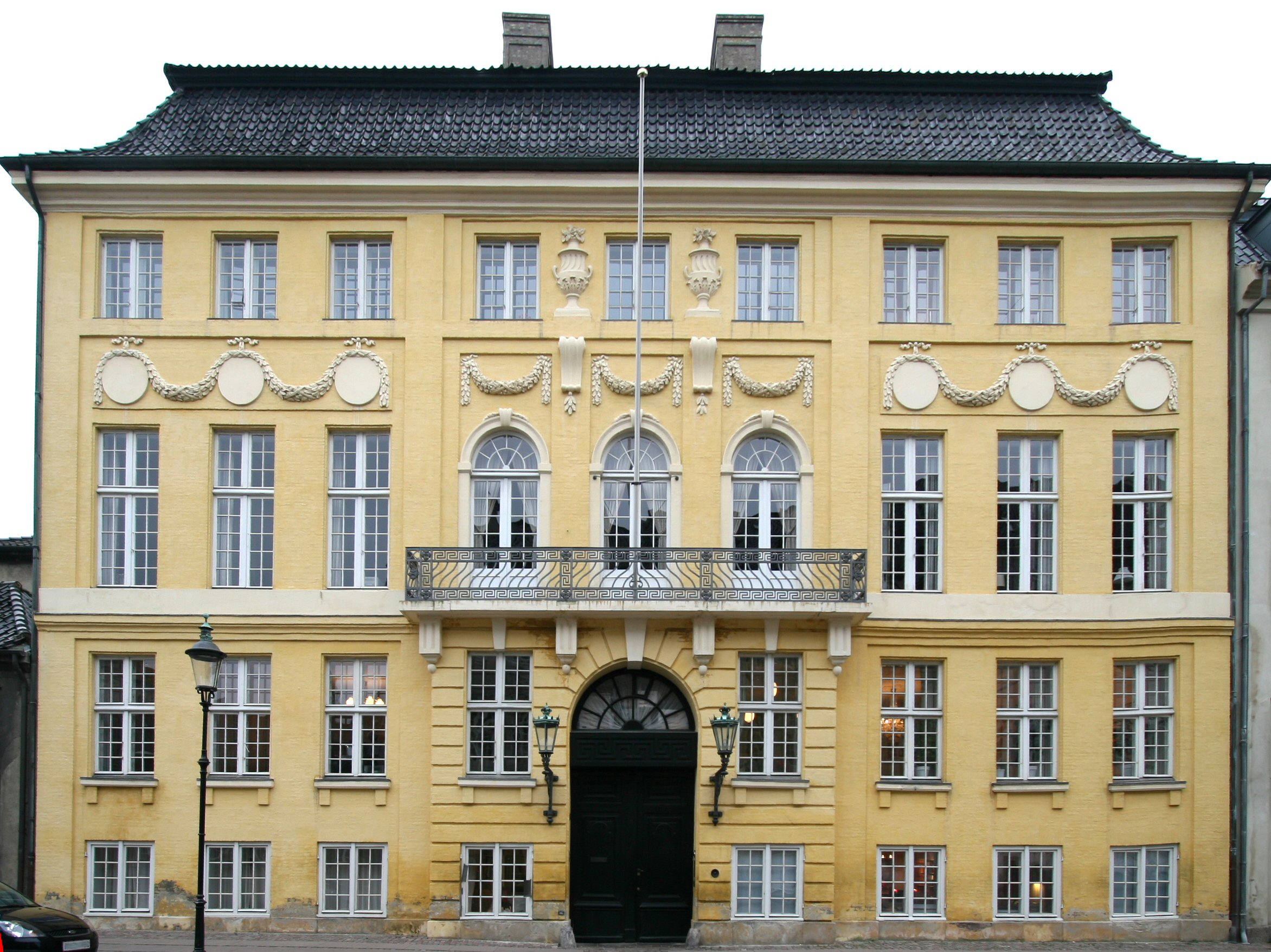
Locul de naştere al Alexandrei: Palatul Galben din Copenhaga.

Prințesa Alexandra Caroline Marie Charlotte Louise Julia, sau Alix, cum era cunoscută în familie, s-a născut la Palatul Galben. Tatăl ei era Prințul Cristian de Schleswig-Holstein-Sonderburg-Glücksburg iar mama era prințesa Louise de Hesse-Kassel Deși avea sânge regal familia ducea o viață normală. Nu dispuneau de averi mari. Ocazional, Hans Christian Andersen era invitat să spună povești copiilor înainte de culcare.
În 1848 regele Cristian al VIII-lea al Danemarcei a murit și singurul lui fiu, Frederick i-a urmat la tron. Frederick a avut două mariaje însă nici un copil. O criză de succesiune a apărut pentru că Frederick domnea atât în Danemarca cât și în Schleswig-Holstein iar regulile la succesiune erau diferite. În Holstein legea salică interzicea ca moștenirea să se facă pe linie feminină în timp ce în Danemarca nu exista o astfel de restricție. Holstein fiind predominant german și-a proclamat independența. În 1852 marile puteri s-au întâlnit la Londra pentru a discuta succesiunea daneză. S-a prevăzut ca prințul Christian de Schleswig-Holstein-Sonderburg-Glücksburg să fie moștenitorul lui Frederick.
Prințul Christian a primit titlul de Prinț al Danemarcei iar familia sa s-a mutat într-o reședință oficială, Palatul Bernstorff. Deși statutul familiei s-a schimbat, veniturile lor n-au crescut și nu participau la viața de la curte de la Copenhaga; au refuzat s-o întâlnească pe ce-a de-a treia soție a lui Frederick și fostă metresă, Louise Rasmussen, care avea un copil nelegitim de la un fost iubit.
Alexandra și-a împărțit dormitorul cu sora ei Dagmar (viitoarea împărăteasă Maria a Rusiei) și își făcea singură hainele . La Bernstorff  Alexandra s-a transformat într-o tânără femeie care a învățat engleza de la misionarul englez la Copenhaga și a fost creștinată în palatul Christiansbourg. Alexandra a fost devotată și a urmat credințele înaltei biserici de-a lungul întregii sale  vieții. Împreună cu sora ei Dagmar a luat lecții de înot de la pionierul suedez de înot pentru femei Nancy Edberg.

## Căsătorie și familie

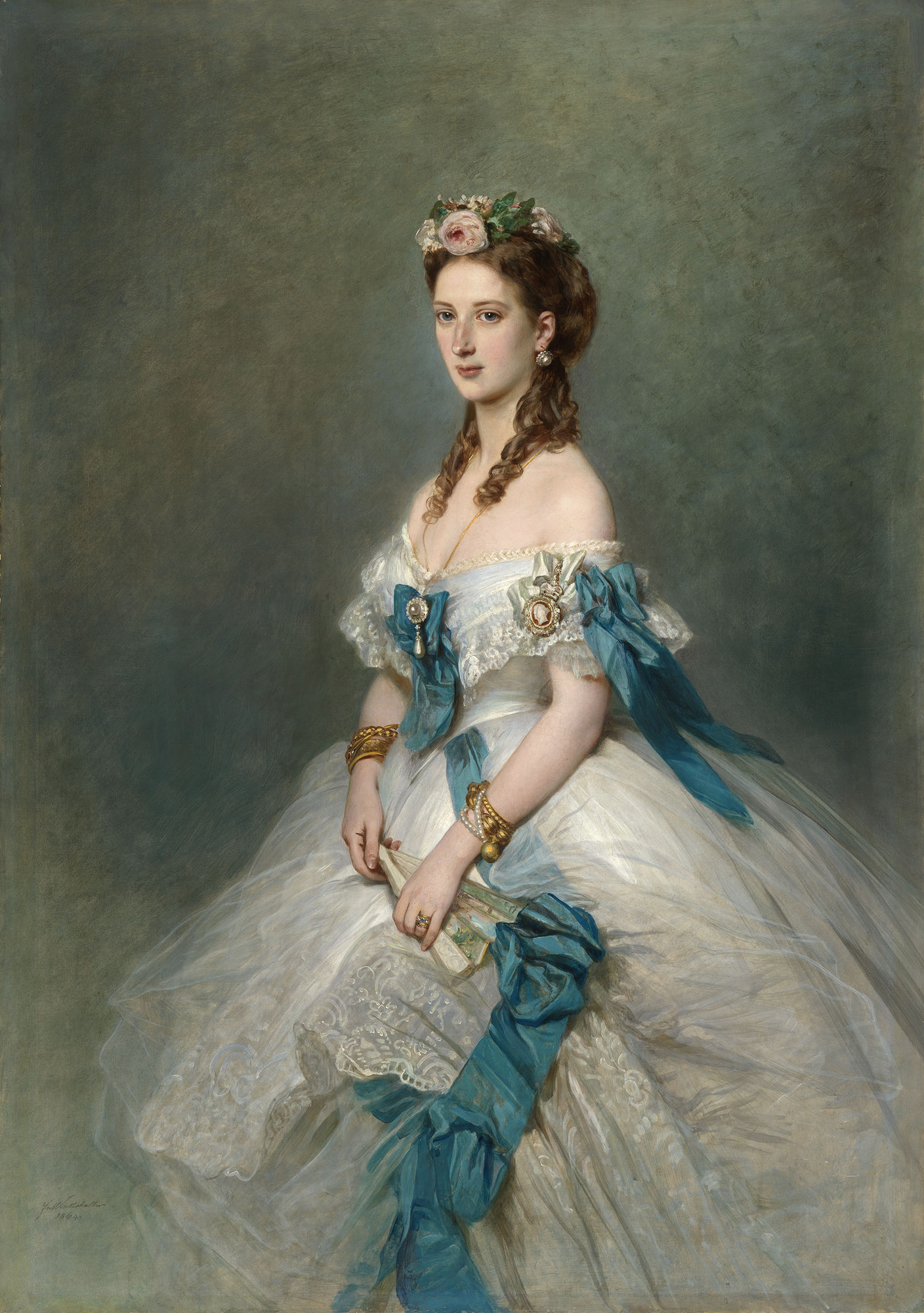
Portretul Prințesei de Wales, de Franz Xaver Winterhalter.

Regina Victoria și soțul ei, prințul Albert erau deja preocupați în a găsi o mireasă fiului lor Albert Edward, Prințul de Wales. Ei au cerut ajutorul fiicei lor,  prințesa încoronata Victoria a Prusiei în a găsi candidata potrivită. Alexandra nu era favorită de vreme ce danezii erau  în dezacord cu prusacii asupra problemei Schleswig-Holstein, iar majoritatea relațiilor familiei britanice erau germane. În cele din urmă, după ce au eliminat celelalte posibilități, s-au oprit asupra ei că fiind singură pentru a fi aleasă. 
Pe 24 septembrie 1861 Prințesa Victoria i-a prezentat-o fratelui ei pe Alexandra La Speyer, dar numai un an mai târziu pe 9 septembrie 1962 (după aventură cu Nellie Clifden și moartea tatălui ei), Albert a cerut-o în căsătorie pe Alexandra la castelul regal din Laeken, proprietatea unchiului ei, regele Leopold I al Belgiei. 
La 24 septembrie 1861 la Speyer, Prințesa Victoria i-a făcut cunoștință Alexandrei cu fratele său Albert Eduard însă abia după aproape un an, la 9 septembrie 1862 (după aventura sa cu Nellie Clifden și după decesul tatălui său), Albert Eduard o cere în căsătorie pe Alexandra la Castelul Laeken, casa unchiului lui, regele Leopold I al Belgiei.
Câteva luni mai târziu, Alexandra a călătorit din Danemarca în Regatul Unit la bordul vasului Victoria and Albert II pentru a se căsători și a ajuns la Gravesend, Kent la 7 martie 1863.
Fiica regelui mării de peste mări,
Alexandra,
Noi suntem Saxoni normanzi și danezi,
Dar dintre toți noi danezii îți urăm un bun venit,
Alexandra.
Un bun venit Alexandrei De Alfred Tennyson
Cuplul s-a căsătorit pe 10 martie 1863 la Capela Sf. George în Castelul Windsor, căsătorie oficiată de Tomas Longley Arhiepiscop de Cantenburry  . Alegerea locației a fost criticată de presă (fiind înafara Londrei, departe de publicul larg care nu a putut participa la spectacol), de potențialii oaspeți (era dificil să ajungi acolo și cum locația era mică unii oameni care se așteptau la invitații nu au fost invitați) și danezii (doar persoane apropiate Alexandrei). Curtea încă îl jelea pe prințul Albert așa că doamnelor li s-a interzis să poarte gri, liliachiu și mov. Cuplul a fost văzut în luna de miere la casa Osborne pe insula Wight de către școlarii de la colegiul Eton. printre care și lordul Randolph Churchill. 

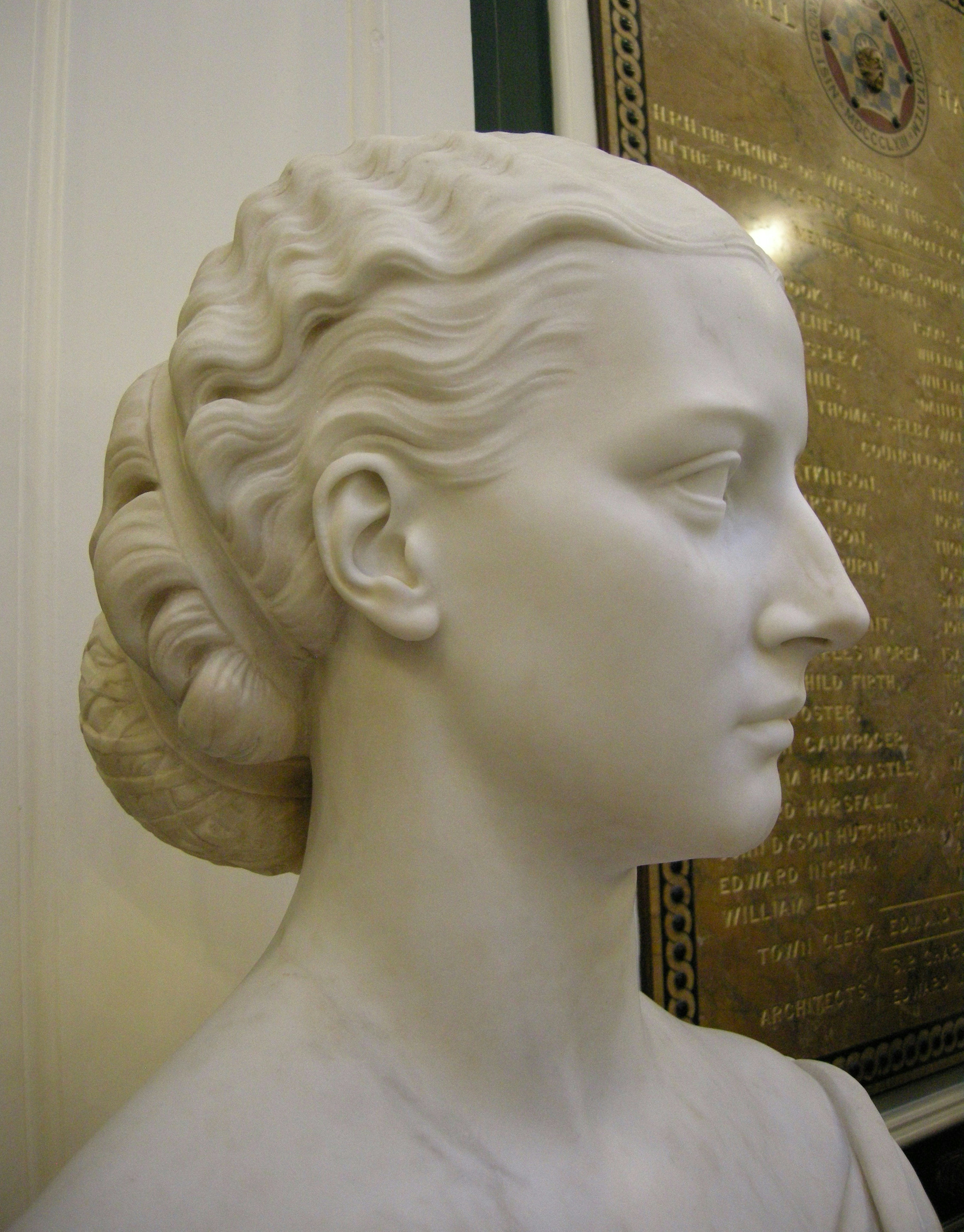
2,732 × 3,492 pixels,

Până la sfârșitul anului următor tatăl Alexandrei a urcat pe tronul Danemarcei, fratele ei George a devenit rege al Greciei, iar sora sa Dagmar s-a logodit cu Țareviciul Rusiei, iar Alexandra a născut primul ei copil. Ascensiunea tatălui ei a dat naștere unui conflict ulterior asupra sorții provinciei Schleswig-Holstein.
Confederația germană a invadat cu succes Danemarca, reducând suprafața acesteia cu două cincimi. Spre marea supărare a reginei Victoria și a prințesei încoronate de Prusia, Alexandra și Albert au ajutat partea daneză în război. Cucerirea de către Prusia,  a unor teritorii foste daneze a mărit ura Alexandrei față de germani, sentiment pe care îl va avea întreaga ei viață. Primul copil al Alexandrei, Albert Victor, s-a născut prematur cu două luni înainte, la începutul anului 1864. În total, Albert Eduard și Alexandra au avut șase copii. Ea a fost devotată copiilor ei; era în perioada de glorie când alerga în camera copiilor, își punea un sorț, spăla copii și-i punea să doarmă în paturile lor micuțe. În public, Alexandra era demnă și plină de farmec, iar în particular era afectuoasă. Îi plăcea sportul și practica dansul, călăria, patinajul. La fel de mult îi plăcea vânătoarea..
Aparent, toți copiii Alexandrei s-au născut prematur. Alexandra nu voia ca regina Victoria să fie prezentă la nașterea copiilor, așa că în mod deliberat o inducea în eroare pe regină cu privire la data posibilă a nașterii. În timpul nașterii celui de-al treilea copil, în 1867, ea a făcut o complicație care i-a amenințat viața, lăsând-o cu un șchiopătat permanent.

## Prințesă de Wales

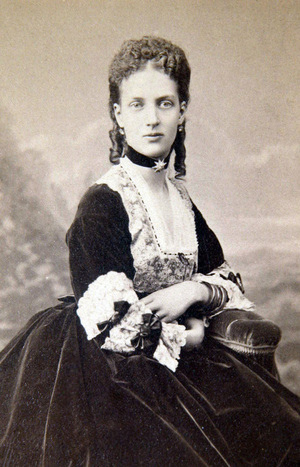
Prințesa Alexandra, 1870.

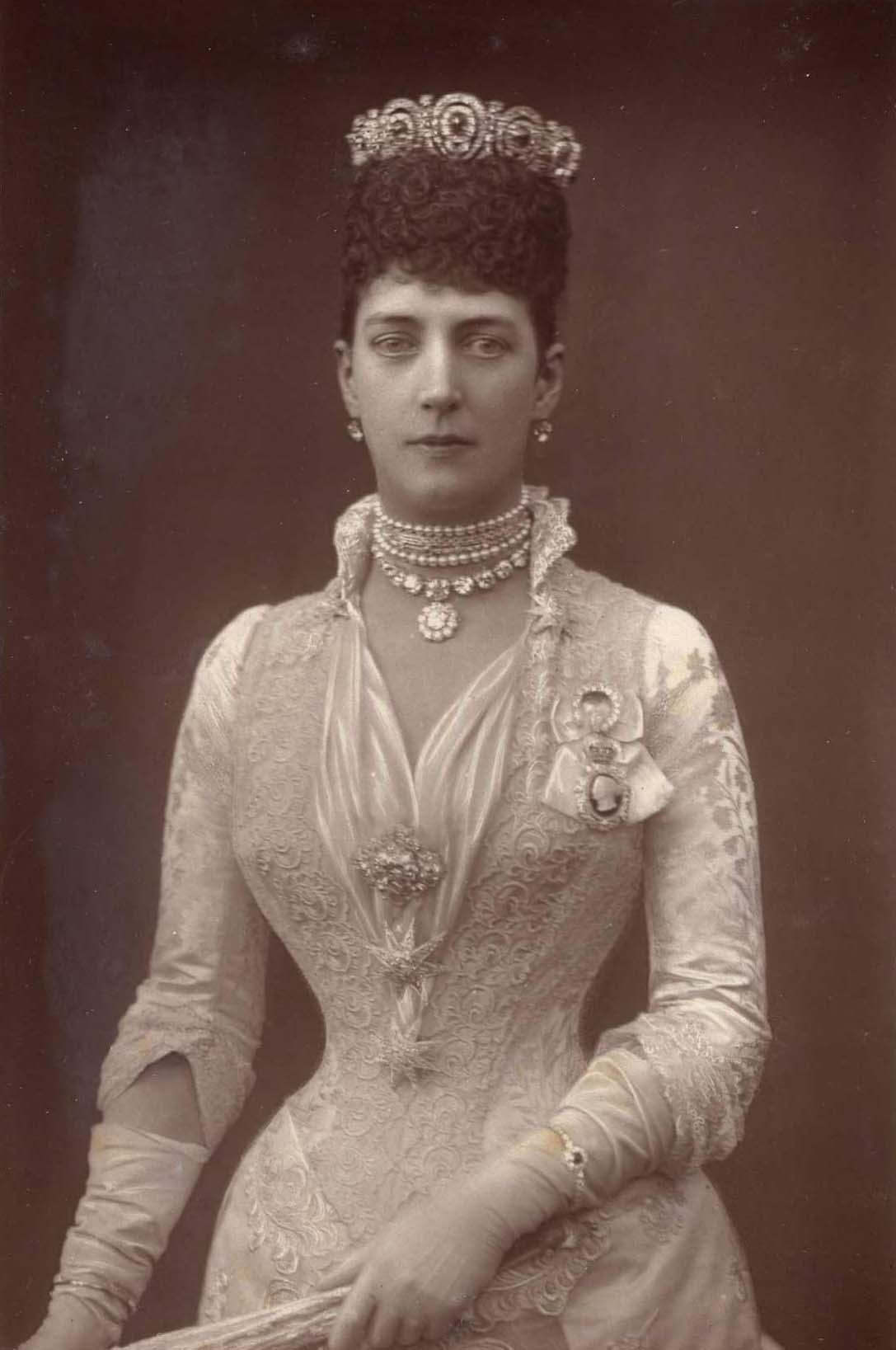
Alexandra în jurul anului 1889.

După boala ei din anul precedent, abia începuse să meargă din nou fără ajutorul a două bastoane și era deja însărcinată cu al patrulea copil. Eduard și Alexandra au întreprins un tur de șase luni în Austria, Egipt și Grecia, din 1868 până în 1869, care a inclus și o vizită fratelui ei, regele George I al Greciei. În Turcia a fost prima femeie care stat la masă cu Sultanul Abd Al-Aziz (Abdülâziz), în aprilie 1868. . Au vizitat câmpurile de luptă din Crimeea și doar ea singură haremul din Khedive Ismail.
Reședințele preferate ale lui Albert Eduard și Alexandra erau Casa Sandringham și Casa Marlborough. Biografii au căzut de acord că mariajul lor a fost în multe feluri fericit; cu toate acestea unii au afirmat că Albert Eduard n-a acordat soției sale atâta atenție pe cât aceasta și-ar fi dorit și din acest motiv, treptat, s-au înstrăinat, până la atacul lui de febră tifoidă (boală care se crede că l-a ucis pe tatăl lui) de la sfârșitul anului 1871, care a dus la reconcilierea lor. De-a lungul mariajului, Albert Eduard a continuat să aibă relații cu alte femei, printre care actrița Lillie Langtry, Daisy Greville, Contesă de Warwick, Jennie Jerome, umanista Agnes Keyser și Alice Keppel. Cele mai multe dintre relații erau cunoscute de Alexandra, care a invitat-o pe Alice Keppel să-l viziteze pe rege când acesta era pe moarte. Alexandra a rămas fidelă soțului ei.
Un grad sporit de surditate, cauzat de otoscleroză ereditară, a dus la izolarea socială a Alexandrei; a petrecut mult timp acasă cu copii și animalele de companie . A șasea perioadă  și ultima în care a fost însărcinată s-a sfârșit tragic când fiul ei nou născut a murit la o zi după naștere. În ciuda rugăminților de a fi lăsată singură, regina Victoria a insistat să anunțe perioada de doliu la curte care a dus la elemente de nesolidaritate din partea presei care a descris nașterea ca  „un avort neplăcut” și pregătirile de înmormântare ca o „mămoșenie bolnăvicioasă”.
Alexandra și-a petrecut vara anului 1877 în Grecia, recuperându-se după perioada de boală și vizitând-și fratele, regele George I al Greciei. În timpul războiului Ruso-Turc (1877-1878), Alexandra a fost clar împotriva Turciei și de partea Rusiei, (unde sora sa mai mică era căsătorită cu Țareviciul Rusiei) și a pus presiuni pentru a revizui granițele dintre Grecia și Turcia în favoarea Greciei.. Alexandra și cei doi fii ai ei și-au petrecut următorii trei ani separați unii de alții, băieții au fost trimiși într-o croazieră, ceea ce făcea parte din educația lor generală și navală. Salutul de la revedere a fost plin de lacrimi și după scrisorile ei regulate, acesteia îi era extrem de dor de aceștia. În 1881, Alexandra și Albert Edward au călătorit la Sankt Petersburg, după asasinarea lui Alexandru al II-lea al Rusiei, amândoi reprezentând Marea Britanie și așa Alexandra a putut să susțină confortul surorii ei, care era acum Țarină..

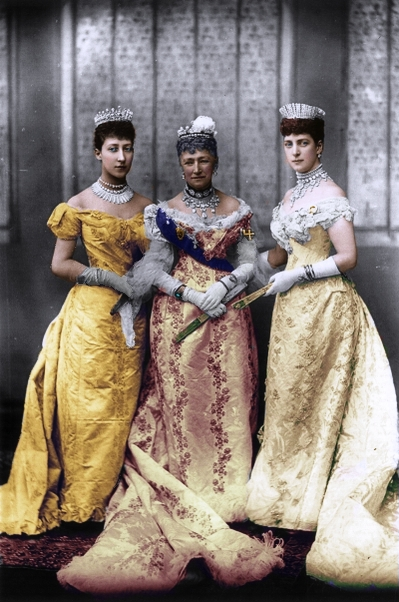
Alexanda(stanga), împreună cu mama sa(centru) şi cu fiica cea mare(dreapta)

Alexandra și-a îndeplinit datoriile publice; cuvintele reginei Victoria au fost: „Pentru a mă scuti de efortul și oboseala  funcției. A deschis bazaruri, a participat la concerte, a vizitat spitaluri în locul meu. Ea nu numai că nu s-a plâns niciodată, dar a și dovedit că ei îi plăcea ceea ce alții ar fi zis că e o muncă obositoare”. Ea a avut un interes particular pentru spitalul londonez, vizitându-l regulat. Joseph Marrick, așa numitul „om elefant” a fost unul din pacienții pe care ea i-a vizitat. Publicul a încurajat-o pe Alexandra, dar în timpul vizitei în Irlanda, în anul 1885, ea a suferit un rar moment de neînțelegere publică, în timpul vizitei din orașul Cork, un focar al revoltei irlandeze. Ea și sotul ei au fost huiduiți de o mulțime de două sau trei mii de oameni, fluturând bețe și steaguri negre. Ea a trecut peste experiența neplăcută, iar presa britanică totuși a pus vizita într-o lumină pozitivă, descriind mulțimea ca „entuziasmată”. În cadrul aceleiași vizite ea și-a luat doctoratul în muzica de la colegiul Trinity din Dublin.
Decesul fiului ei cel mare, în 1892 a fost o lovitură serioasă pentru Alexandra; camera acestuia și lucrurile sale au rămas exact cum le-a lăsat. Alexandra a spus "Mi-am îngropat îngerul și cu el fericirea mea." Doi ani mai târziu, în 1894, cumnatul său Alexandru al III-lea al Rusiei a murit iar nepotul ei, Nicolae al II-lea al Rusiei, a devenit Țar. Alexandra și-a susținut sora văduvă, s-a rugat alături de ea și-a stat două săptămâni în Rusia după înmormântarea soțului acesteia.

## Regina Alexandra

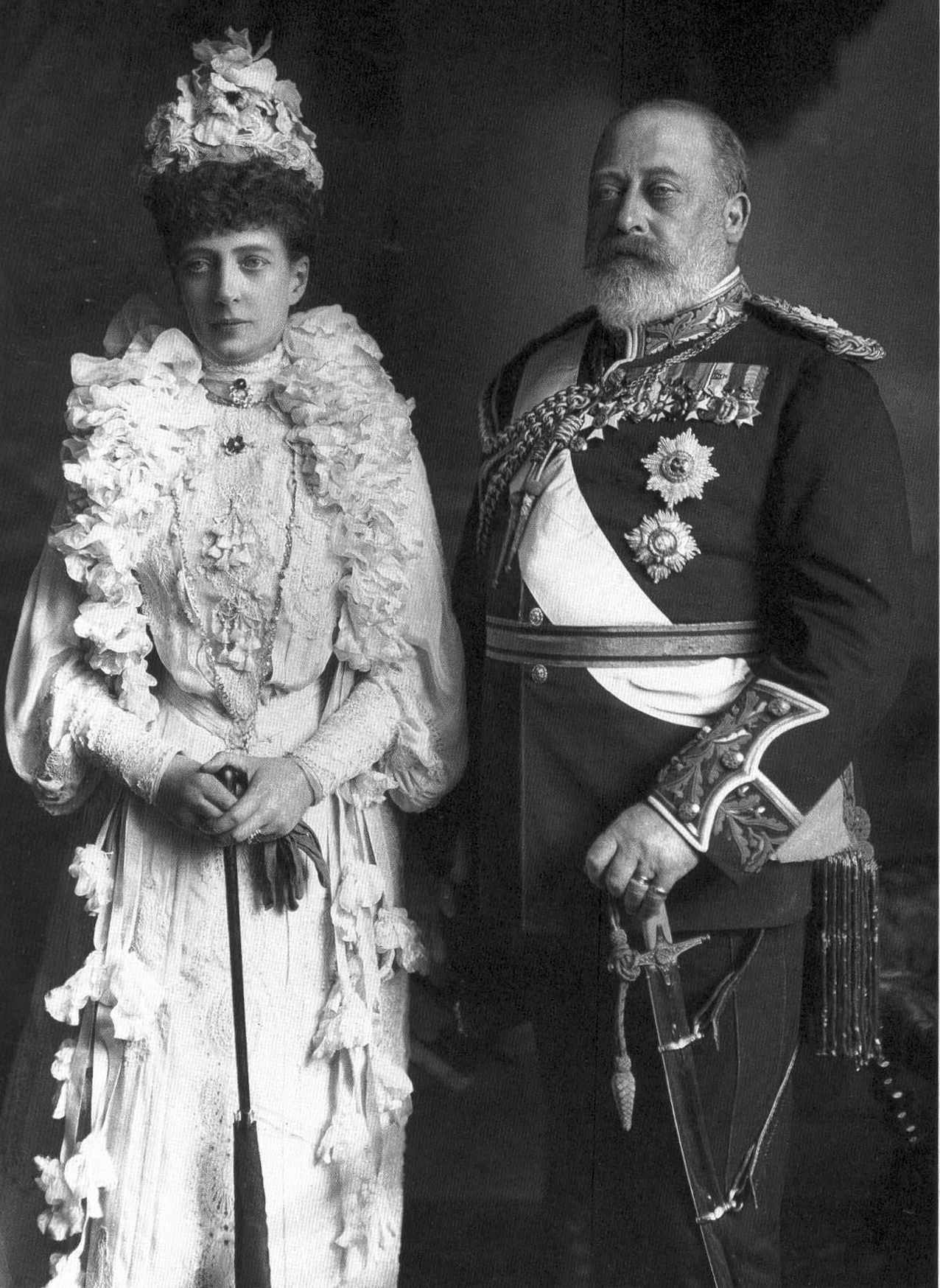
Regina Alexandra și regele Eduard al VII-lea, 1903.

După decesul soacrei sale, regina Victoria, în 1901, Alexandra a devenit regină. Două luni mai târziu, fiul său George și nora sa Mary au plecat într-un lung tur al imperiului, lăsându-și copiii în grija Alexandrei și a lui Eduard care și-au iubit foarte mult nepotul. La întoarcerea lui George, pregătirile pentru încoronarea regilor erau gata.
Cu doar câteva zile înainte de încoronarea din iunie 1902, Eduard s-a îmbolnăvit de apendicită. Alexandra a încercat să nu alarmeze publicul însă în cele din urmă, încoronarea a fost amânată iar Eduard a făcut operație. După recuperare, Alexandra și Eduard au fost încoronați împreună în august: el de arhiepiscopul de Canterbury, Frederick Temple, iar ea de arhiepiscopul de York, William Dalrymple Maclagan.

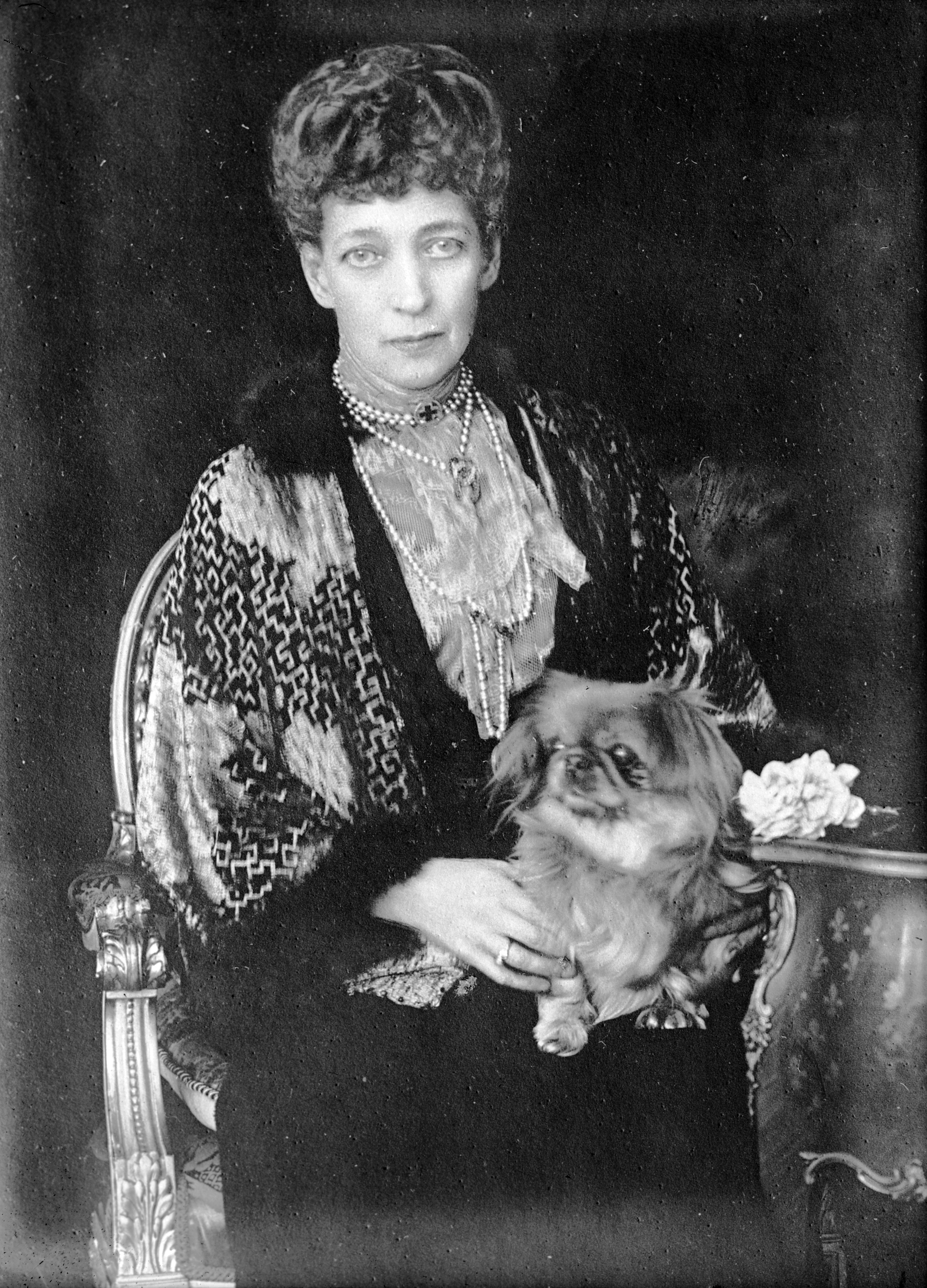
Regina Alexandra, 1923

Biografii au afirmat că Alexandrei i s-a refuzat accesul la documentele de informare ale regelui și a fost exclusă din unele vizite externe ale regelui pentru a preveni amestecul ei în chestiunile diplomatice. Ea s-a opus sistematic la orice ar fi favorizat expansiunea sau interesele germane. Ziarul german Frankfurter Zeitung spunea deschis referindu-se la Alexandra și la sora sa Țarina mamă că perechea a fost "centrul de conspirație internațională de luptă împotriva Germaniei". Ea îl disprețuia și nu avea încredere în nepotul ei, Wilhelm al II-lea al Germaniei, numindu-l în 1900 "dușmanul din cercul nostru"
În ciuda faptului că a devenit regină, îndatoririle Alexandrei nu s-au schimbat prea mult și ea și-a păstrat multe dintre obiceiuri. Dama de companie a Alexandrei, Charlotte Knollys, a servit-o pe aceasta cu loialitate mulți ani. Pe 10 decembrie 1903, Charlotte, fiica lui Sir William Knollys, s-a trezit și a găsit dormitorul ei plin de fum. Ea a trezit-o pe Alexandra și a dus-o în siguranță. Cuvintele marii ducese Augusta de Mecklenburg-Strelitz au fost: ”Trebuie să ii dăm crezare bătrânei Charlotte pentru adevărata salvare a vieții Alexandrei.”

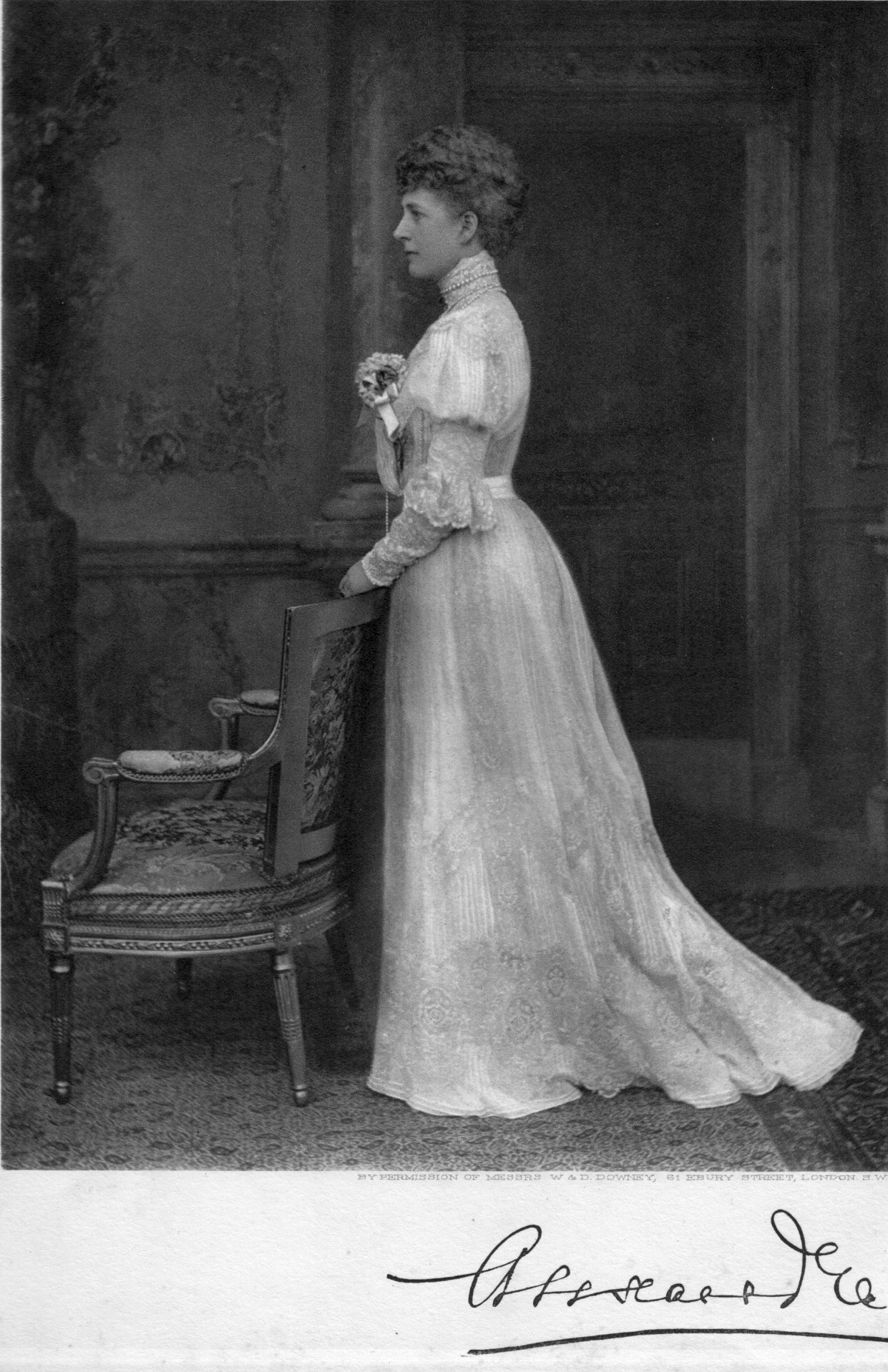
Alexandra a fost un fotograf amator entuziast.

În 1910, Alexandra a devenit prima soție a unui monarh britanic care a vizitat Camera Comunelor în timpul unei dezbateri. La scurtă vreme și-a vizitat fratele George I al Greciei în Corfu. În timp ce era acolo, a primit vestea că regele Eduard este grav bolnav. S-a întors în Marea Britanie imediat și a ajuns cu o zi înainte ca soțul ei să moară. În ultimele lui ore, ea personal i-a administrat oxigen pentru a-l ajuta să respire.. Ea i-a spus lui Frederick Ponsonby: „Mă simțeam ca și cum m-aș fi transformat într-o stâncă, neputând să plâng, neputând să înțeleg cele întâmplate.” Mai târziu, în acel an ea s-a mutat din Palatul Buckingham în Casa Marlborough, dar și-a menținut în posesie reședința de la Sandringham. În ciuda viziunilor personale ea a suportat decizia regelui de a ajuta forțarea legii să treacă prin Parlament la cererea Primului-ministru, dar împotrivă dorințelor Camerei Lorzilor când petrecerea reformei a câștigat electoratul pentru Camera Comunelor.

## Regina mamă
Nu a participat la încoronarea fiului ei în 1911 deoarece nu era obișnuit ca o regină încoronată să participe la încoronarea altui rege sau regine însă a și-a continuat acțiunile caritabile. Una dintre aceste acțiuni era "Alexandra Rose Day" când trandafiri artificiali făcuți de persoane cu handicap erau vânduți de femei voluntare pentru ajutorarea spitalelor.
În Rusia țarul Țarul Nicolae al II-lea fost detronat, iar el, soția lui și copii au fost omorâți de revoluționari. Dagmar, impărăteasa, a fost salvată din Rusia în 1919 de nava britanică Marlborough și adusă în Anglia, unde a trăit o vreme cu sora ei, Alexandra.
Alexandra și-a păstrat o înfățișare tânără în anii ei de bătrânețe, dar în timpul războiului vârsta ei a început să se arate. Ea a purtat valuri elaborate și mult machiaj și era descrisă de către femeile cârcotașe ca având fața tencuită. Nu a mai făcut călătorii peste graniță și a suferit o îngreunare a bolii. În 1920, un vas de sânge de la ochi s-a spart lăsând-o parțial oarbă temporar. Către sfârșitul vieții, memoria și vorbirea s-au depreciat. A murit la 20 noiembrie 1925, la Casa Sandringham după ce a suferit un infarct și a fost îngropată lângă soțul ei la Castelul Windsor.

## Moștenirea

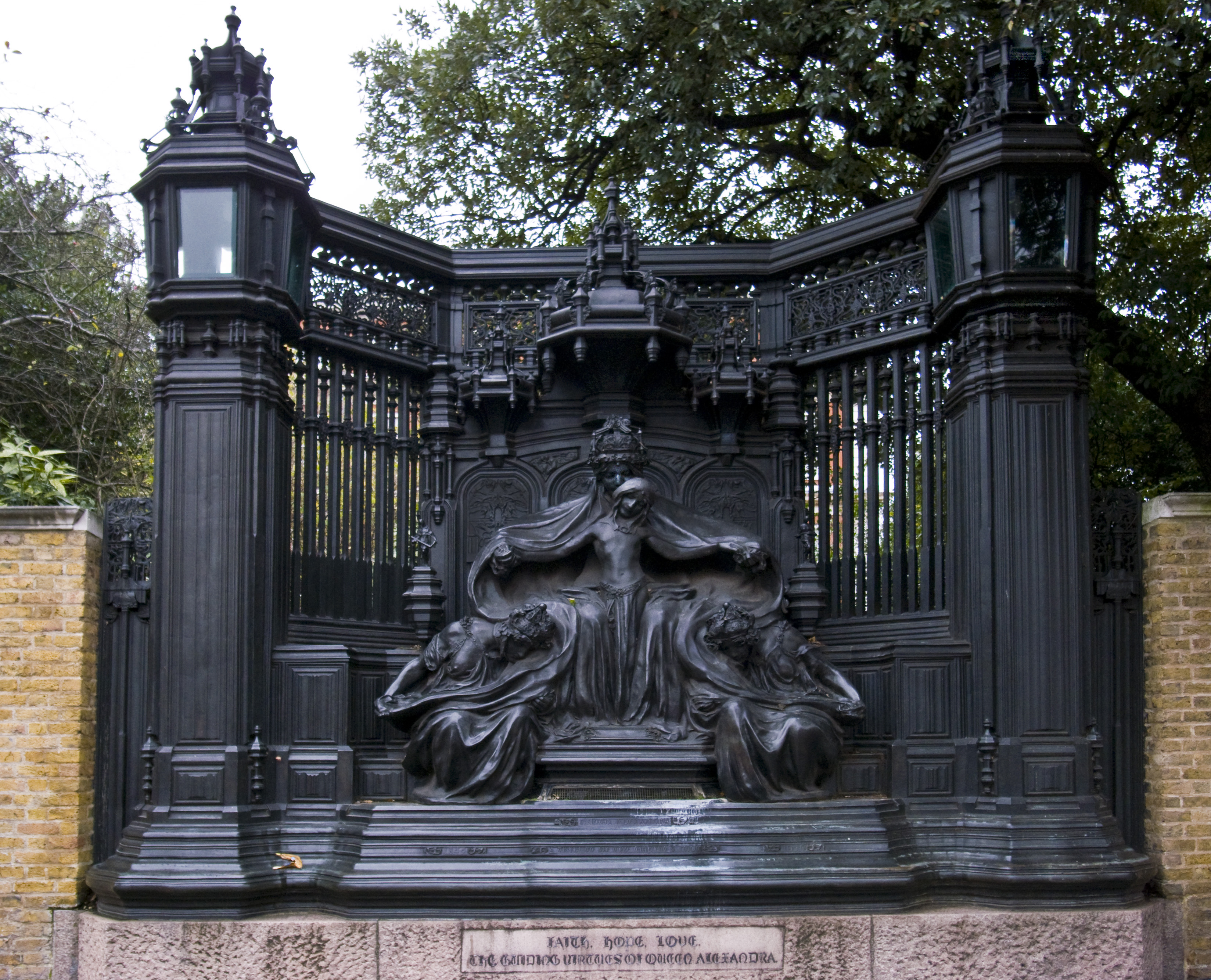
Memorialul reginei Alexandra, situat vizavi de Palatul St. James

Memorialul reginei Alexandra, realizat de către Alfred Gilbert, a fost descoperit pe 8 iunie 1932 de Ziua Trandafirului Alexandrei la poarta Marlborough din Londra. O odă în memoria ei „Prea multe prințese adevărate au plecat” compusă de maestrul muzicii regelui, Sir Edward Elgar, versurile de către poetul Laureat John Masefield, a fost cântată de compozitor la inaugurare.
Alexandra a fost foarte populară în Marea Britanie. Spre deosebire de soțul și de soacra ei, ea nu a fost agreată de către presă. Fondurile la care ea a ajutat la strângere au fost folosite pentru a cumpăra un vas numit Alexandra pentru transportul răniților în timpul campaniei din Sudan și pentru a  fabrica o barcă spital numită Prințesa de Wales, pentru a aduce răniții din război. În timpul  războiului ea a pus bazele „Asistenței militare imperiale Regina Alexandra”, mai târziu denumită „Asistența Regală a armatei, Regina Alexandra”.

## Descendenți
| Descendenții lui Eduard al VII-lea și Alexandrei a Danemarcei |
| --- |
| - 1. Eduard al VII-lea al Regatului Unit (1841-1910) ∞ Alexandra a Danemarcei (1844-1925) - 2. Albert Victor, Duce de Clarence (1864-1892) - 2. George al V-lea al Regatului Unit (1865-1936) ∞ Mary de Teck (1867-1953) - 3. Eduard al VIII-lea al Regatului Unit (1894-1972) ∞ Wallis Simpson (1896-1986) - 3. George al VI-lea al Regatului Unit (1895-1952) ∞ Elizabeth Bowes-Lyon (1900-2002) - 4. Elisabeta a II-a (n. 1926) ∞ Filip, Duce de Edinburgh (n. 1921) - 5. Charles, Prinț de Wales (n. 1948) ∞ (1) Lady Diana Spencer (1961-1997); div. 1996 (2) Camilla Parker Bowles - 6. Prințul William, Duce de Cambridge (n. 1982) ∞ Catherine Middleton (n. 1982) - 6. Prințul Henry de Wales (n. 1984) - 5. Prințesa Anne a Marii Britanii (n. 1950) ∞ (1) Mark Phillips (n. 1948) div. 1992; (2) Timothy Laurence (n. 1955) - 6. Peter Phillips (n. 1977) ∞ Autumn Kelly (n. 1978) - 7. Savannah Phillips (n. 2010) - 7. Isla Phillips (n. 2012) - 6. Zara Phillips (n. 1981) ∞ Michael Tindall (n. 1978) - 5. Andrew, Duce de York (n. 1960) ∞ Sarah Ferguson (n. 1959) div. 1996 - 6. Prințesa Beatrice de York (n. 1988) - 6. Prințesa Eugenie de York (n. 1990) - 5. Edward, Conte de Wessex (n. 1964) ∞ Sophie Rhys-Jones (n. 1965) - 6. Lady Louise Windsor (n. 2003) - 6. James, Viconte Severn (n. 2007) - 4. Prințesa Margaret, Contesă de Snowdon (1930-2002) ∞ Antony Armstrong-Jones, Conte de Snowdon (n. 1930); div. 1978 - 5. David Armstrong-Jones, Viconte Linley (n. 1961) ∞ Lady Serena Stanhope (n. 1970) - 6. Charles Armstrong-Jones (n. 1999) - 6. Margarita Armstrong-Jones (n. 2002) - 5. Lady Sarah Chatto (n. 1964) ∞ Daniel Chatto (n. 1957) - 6. Samuel Chatto (n. 1996) - 6. Arthur Chatto (n. 1999) - 3. Prințesa Mary (1897-1965) ∞ Henry Lascelles, Conte de Harewood (1882-1947) - 4. George Lascelles, Conte de Harewood (1923-2011) ∞ (1) Marion Stein (n. 1926) div. 1967; (2) Patricia Tuckwell (n. 1926) - 5. David, Conte de Harewood (n. 1950) ∞ (1) Margaret Rosalind Messenger; div.1989 (2) Diane Jane Howse - 6. Lady Emily Tsering Shard (n. 1975) ∞ Matthew Shard (n. 1975) - 7. Isaac Shard (n. 2008) - 7. Ida Shard (n. 2008) - 6. Benjamin George Lascelles (n. 1978) ∞ Carolina Vélez Robledo - 6. Alexander Edgar Lascelles (n. 1980) - 6. Edward David Lascelles (n. 1982) - 5. James Lascelles (n. 1953) ∞ (1) Frederica Ann Duhrssen (div. 1985); (2) Lori Susan Lee (div.1996); (3) Joy Elias-Rilwan - 6. Sophie Amber Lascelles (n. 1973) - 6. Rowan Nash Lascelles (n. 1977) - 6. Tanit Lascelles (n. 1981) - 6. Tewa Ziyane Robert George Lascelles (n. 1985) - 5. Jeremy Lascelles (n. 1955) ∞ (1) Julie Baylis (n. 1957); (2) Catherine Isobel Bell - 6. Thomas Robert Lascelles (n. 1982) - 6. Ellen Mary Lascelles (n. 1984) - 6. Amy Rose Lascelles (n. 1986) - 6. Tallulah Grace Lascelles (n. 2005) - 5. Charlotte Patricia Lascelles (n. 1996) - 5. Imogen Mary Lascelles (n. 1998) - 5. Miranda Rose Lascelles (n. 2000) - 4. Gerald Lascelles (1924-1998) ∞ (1) Angela Estree Lyssod D'Arcy Dowding (div.1978); (2) Elizabeth Evelyn Collingwood - 5. Henry Ulick Lascelles (n. 1953) ∞ (1) Alexandra Morton (div.1999); (2) Fiona Wilmott - 6. Maximilian John Gerald (n. 1991) - 5. Martin David Lascelles (n. 1962) ∞ Charmaine Eccleston - 6. Alexander Joshua (n. 2002) - 3. Henric, Duce de Gloucester (1900-1974) ∞ Lady Alice Christabel Montagu Douglas Scott (1901-2004) - 4. Prințul William de Gloucester (1941-1972) - 4. Prințul Richard, Duce de Gloucester (n. 1944) ∞ Birgitte van Deurs (n. 1946) - 5. Alexander Windsor, Conte de Ulster (n. 1974) ∞ Claire Booth - 6. Xan Windsor, Lord Culloden (n. 2007) - 6. Lady Cosima Windsor (n. 2010) - 5. Lady Davina Lewis (n. 1977) ∞ Gary Lewis (n. 1970) - 6. Senna Lewis (n. 2010) - 6. Tāne Mahuta Lewis (n. 2012) - 5. Lady Rose Gilman (n. 1980) ∞ George Gilman - 6. Lyla Beatrix Christabel Gilman (n. 2010) - 3. George, Duce de Kent (1902-1942) ∞ Prințesa Marina a Greciei și Danemarcei (1906-1968) - 4. Prințul Eduard, Duce de Kent (n. 1935) ∞ Katharine Worsley (n. 1933) - 5. George Windsor (n. 1962) ∞ Sylvana Tomaselli (n. 1957) - 6. Edward, Lord Downpatrick (n. 1988) - 6. Lady Marina-Charlotte Windsor (n. 1992) - 6. Lady Amelia Windsor (n. 1995) - 5. Lady Helen Taylor (n. 1964) ∞ Timothy Taylor (n. 1963) - 6. Columbus Taylor (n. 1994) - 6. Cassius Taylor (n. 1996) - 6. Eloise Taylor (n. 2003) - 6. Estella Taylor (n. 2004) - 5. Lordul Nicholas Windsor (n. 1970) ∞ Lady Nicholas Windsor (n. 1969) - 6. Albert Windsor (n. 2007) - 6. Leopold Windsor (n. 2009) - 4. Prințesa Alexandra (n. 1936) ∞ Sir Angus Ogilvy - 5. James Ogilvy (n. 1964) ∞ Julia Caroline Rawlinson - 6. Flora Alexandra (n. 1994) - 6. Alexander Charles (n. 1996) - 5. Marina Ogilvy (n. 1966) ∞ Paul Julian Mowatt (n. 1962; div.1997) - 6. Zenouska May Mowatt (n. 1990) - 6. Christian Alexander Mowatt (n. 1993) - 4. Prințul Michael de Kent (n. 1942) ∞ baroneasa Marie-Christine von Reibnitz (n. 1945) - 5. Lordul Frederick Windsor (n. 1979) ∞ Sophie Winkleman (n. 1980) - 5. Lady Gabriella Windsor (n. 1981) - 3. Prințul John (1905-1919) - 2. Prințesa Louise (1867-1931) ∞ Alexander Duff, Duce de Fife (1849 -1912) - 3. Prințesa Alexandra de Fife (1891-1959) ∞ Prințul Arthur de Connaught (1883-1938) - 4. Prințul Alastair, Duce de Connaught și Strathearn (1914-1943) - 3. Prințesa Maud de Fife (1893-1945) ∞ Charles Carnegie, Conte de Southesk (1893-1992) - 4. James Carnegie, Duce de Fife (n. 1929) ∞ Caroline Dewar (n. 1934; div.1966) - 5. Lady Alexandra Etherington (n. 1959) ∞ Mark Fleming Etherington (n. 1962) - 6. Amelia Mary Carnegie Etherington (n. 2001) - 5. David Carnegie, Conte de Southesk (n. 1961) ∞ Caroline Anne Bunting - 6. Charles Carnegie (n. 1989) - 6. George Carnegie (n. 1991) - 6. Hugh Carnegie (n. 1993) - 2. Prințesa Victoria Alexandra (1868-1935) - 2. Maud de Wales (1869-1938), regină a Norvegiei ∞ regele Haakon al VII-lea al Norvegiei (1872-1957) - 3. Olav al V-lea al Norvegiei (1903-1991) ∞ Prințesa Märtha a Suediei (1901-1954) - 4. Prințesa Ragnhild (1930-2012) ∞ Erling Lorentzen (n. 1923) - 5. Haakon Lorentzen (n. 1954) ∞ Martha Carvalho de Freitas (n. 1958) - 6. Olav Alexander Lorentzen (n. 1985) - 6. Christian Frederik Lorentzen (n. 1988) - 6. Sophia Anne Lorentzen (n. 1994) - 5. Ingeborg Lorentzen (n. 1957) ∞ Paulo César Ribeiro Filho (n. 1956) - 6. Victoria Ragna Lorentzen Ribeiro (n. 1988) - 5. Ragnhild Lorentzen (n. 1968) ∞ Aaron Long - 6. Alexandra Lorentzen Long (n. 2007) - 6. Elizabeth Lorentzen Long (n. 2011) - 4. Prințesa Astrid (n. 1932) ∞ Johan Martin Ferner (n. 1927) - 5. Cathrine Ferner (n. 1962) ∞ Arild Johansen (n. 1961) - 6. Sebastian Ferner Johansen (n. 1990) - 6. Madeleine Ferner Johansen (n. 1993) - 5. Benedikte Ferner (n. 1963) ∞ (1) Rolf Woods (div.1998); (2) Mons Einar Stange (div.2002) - 5. Alexander Ferner (n. 1965) ∞ Margrét Gudmundsdóttir (n. 1966) - 6. Edward Ferner (n. 1996) - 6. Stella Ferner (n. 1998) - 5. Elisabeth Ferner (n. 1969) ∞ Tom Folke Beckmann (n. 1963) - 6. Benjamin Ferner Beckmann (n. 1999) - 5. Carl-Christian Ferner (n. 1972) - 4. Harald al V-lea al Norvegiei (n. 1937) ∞ Sonja Haraldsen (n. 1937) - 5. Prințesa Märtha Louise (n. 1971) ∞ Ari Behn (n. 1972) - 6. Maud Angelica Behn (n. 2003) - 6. Leah Isadora Behn (n. 2005) - 6. Emma Tallulah Behn (n. 2008) - 5. Haakon, Prințul Moștenitor al Norvegiei (n. 1973) ∞ Mette-Marit Tjessem Høiby (n. 1973) - 6. Prințesa Ingrid Alexandra (n. 2004) - 6. Prințul Sverre Magnus (n. 2005) - 2. Prințul Alexander John (n./d. 1871) |